# Sjokz
Eefje Depoortere (Pronunciació flamenca: ['eːfˌjɵ dɛˈpoːrtɵrɵ]; Bruges, 16 de juny de 1987), coneguda professionalment com a Sjokz (/ʃɒks/ «xocs»), és una presentadora belga de televisió, jugadora d'eSports i amfitriona del campionat europeu de League of Legends. Actualment viu a Alemanya.

## Trajectòria
Va ser jugadora d'Unreal Tournament '99 i va competir en Trobades LAN guanyant diversos ClanBase EuroCups amb la selecció belga. El nom de «Sjokz» és la transcripció fonètica de «shokcs» en flamenc i deriva del seu ús del Shock Rifle a l'Unreal Tournament.
Sjokz va començar a treballar com a periodista per compte propi produint contingut relacionat amb esports per a SK Gaming i ESFi World. Va completar el seu màster en història i periodisme a la Universitat de Gant. Depoortere va ser coronada com a guanyadora del concurs de d'Aardbeienprinses van Beervelde el 2009, i va ser tercera al concurs de Miss Style Bèlgica el 2011.
A través del programa de YouTube Whose League is it Anyway?, del periodista Travis «Tnomad» Gafford, Sjokz es va fer coneguda. Després va ser contractada per ser l'amfitriona de l'European League of Legends Championship Series. Sovint ha agraït a Gafford que l'ajudés a establir-se en els eSports. També és coneguda pel programa Summoner Recap al canal de YouTube de SK Gaming, que va ser un dels primers programes de League of Legends.
El 2013 va presentar la League of Legends World Final a l'Staples Center de Los Angeles. També va presentar el Campionat Mundial de 2015, que va tenir lloc a Europa. Va guanyar el premi a la Millor Esportista Amfitriona a la cerimònia The Game Awards el 2018.